# Stanislav Sokolov
Stanislav Sokolov (russisk: Станисла́в Миха́йлович Соколо́в) (født 18. maj 1947 i Moskva i Sovjetunionen) er en russisk filminstruktør og manuskriptforfatter.

## Filmografi
- Hoffmaniada (Гофманиада, 2018)[1][2]